# پل پومپنر
پل پومپنر (انگلیسی: Paul Pömpner; ۲۸ دسامبر ۱۸۹۲ – ۱۷ مهٔ ۱۹۳۴) بازیکن فوتبال اهل رایش آلمان بود.
از باشگاه‌هایی که در آن بازی کرده‌است می‌توان به باشگاه فوتبال هالشر و باشگاه فوتبال لوکوموتیو لایپزیگ اشاره کرد.
وی همچنین در تیم ملی فوتبال آلمان بازی کرده‌است.